# ديف غولدن
ديف غولدن (بالإنجليزية: Dave Golden)‏ هو عازف جاز أمريكي، ولد في 23 يناير 1979.

## وصلات خارجية
- ديف غولدن على موقع IMDb (الإنجليزية)